# Mikoyan MiG-29K
Mikoyan MiG-29K (tiếng Nga: Микоян МиГ-29K; tên ký hiệu của NATO: Fulcrum-D) là một loại máy bay tiêm kích đa năng hoạt động trên tàu sân bay trong mọi thời tiết, được Nga phát triển và chế tạo. Việc phát triển bắt đầu vào cuối thập niên 1980 do Phòng thiết kế Mikoyan thực hiện dựa trên mẫu máy bay tiêm kích MiG-29M. Mikoyan mô tả nó là một máy bay tiêm kích phản lực thế hệ 4+.
Mẫu sản xuất MiG-29K hiện nay khác với mẫu MiG-29K sản xuất năm 1991 ở các đặc tính trang bị kỹ thuật như: 1 radar đa năng mới, có tên gọi là Zhuk-ME; buồng lái với các màn hình màu đa năng và sử dụng HOTAS (hands-on-throttle-and-stick), các tên lửa không đối không RVV-AE, R-27ER/ET, R-73; tên lửa chống radar và tên lửa chống hạm cũng như các vũ khí không đối đất dẫn đường chính xác.
MiG-29K không được đặt chế tạo và chỉ có 2 nguyên mẫu được chế tạo ban đầu do Hải quân Nga ưu tiên mẫu Su-27K (sau đó được tái định danh là Su-33) vào đầu thập niên 1990. Phòng thiết kế Mikoyan vẫn không ngừng phát triển MiG-29K mặc dù thiếu hụt tài chính kể từ năm 1992. Chương trình MiG-29K đã được thúc đẩy vào cuối thập niên 1990 để đáp ứng yêu cầu của Ấn Độ về một loại máy bay tiêm kích hoạt động trên tàu sân bay sau khi họ mua một tàu sân bay cũ từ Liên Xô. Chiếc MiG-29K đầu tiên được chuyển giao cho Hải quân Ấn Độ vào năm 2009. Với những chiếc Su-33 sắp hết thời hạn phục vụ vào năm 2010, Hải quân Nga cũng đã đặt hàng thay thế chúng bằng MiG-29K.

### Nguồn gốc

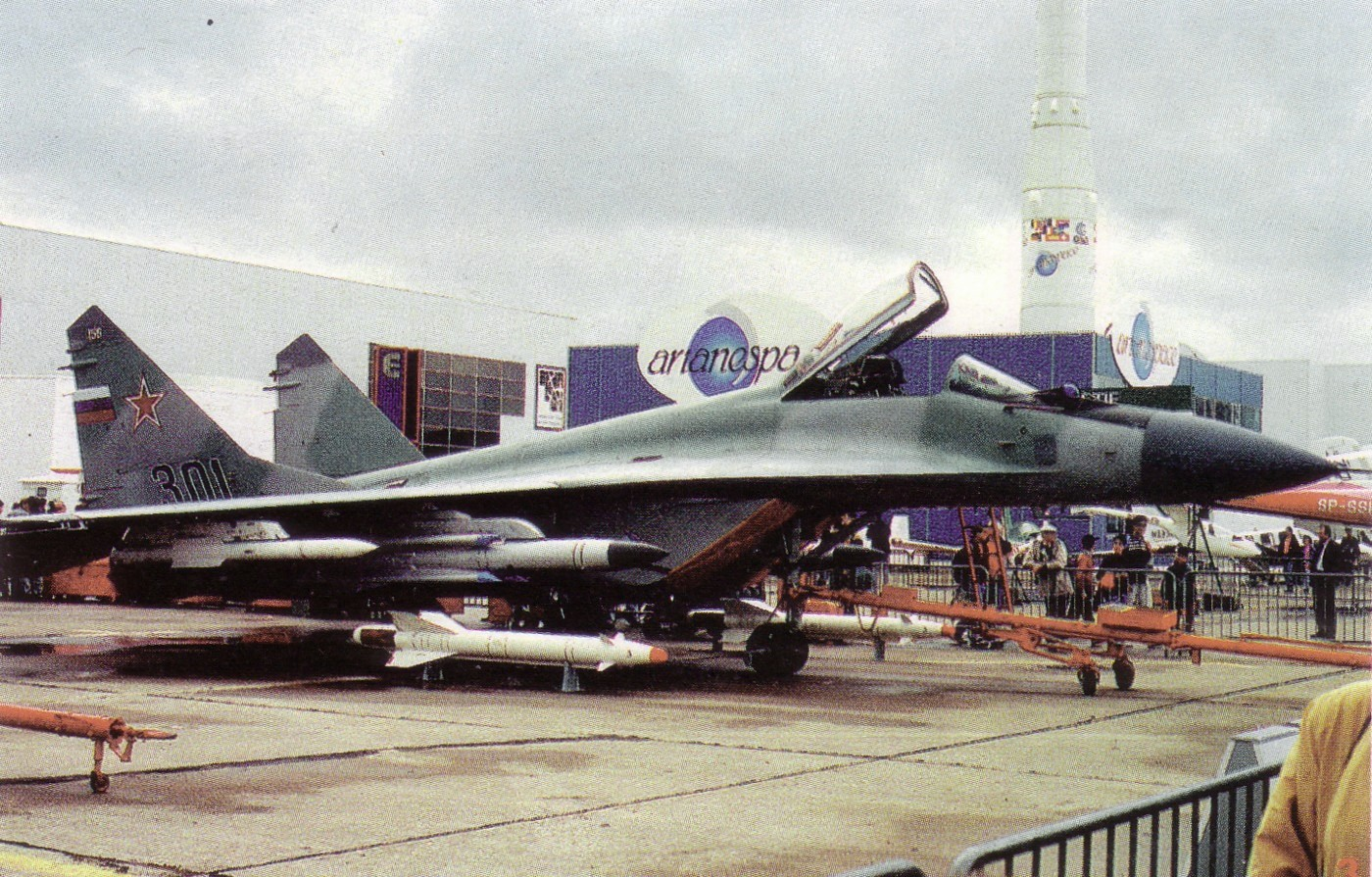
Một chiếc MiG-29M. Mikoyan quyết định dùng MiG-29M để chế tạo phiên bản hải quân với tên gọi định danh mới của phiên bản này là MiG-29K

### Hồi sinh

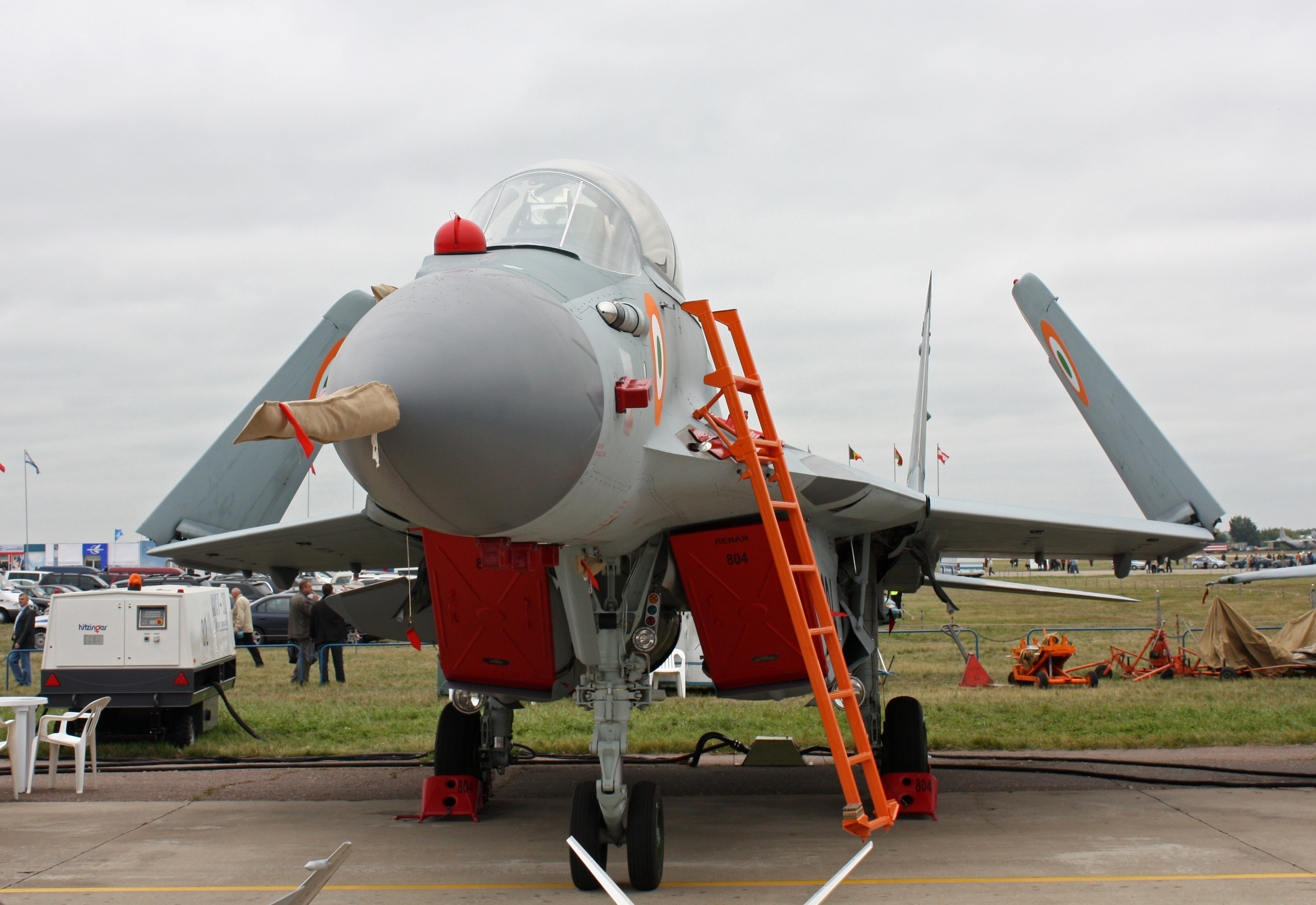
MiG-29K sơn màu của Hải quân Ấn Độ tại MAKS

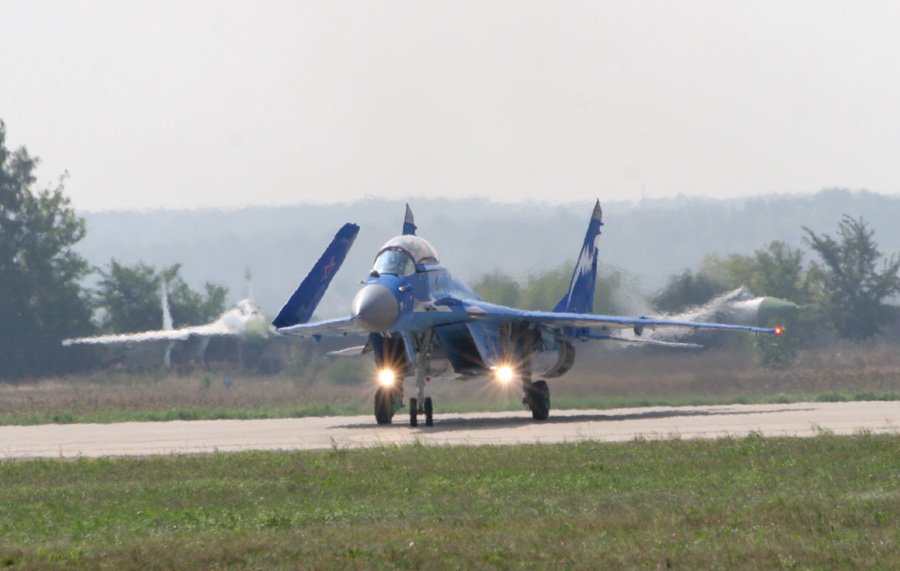
MiG-29K tại sân bay LII Zhukovskiy

### Các thay đổi khung máy bay

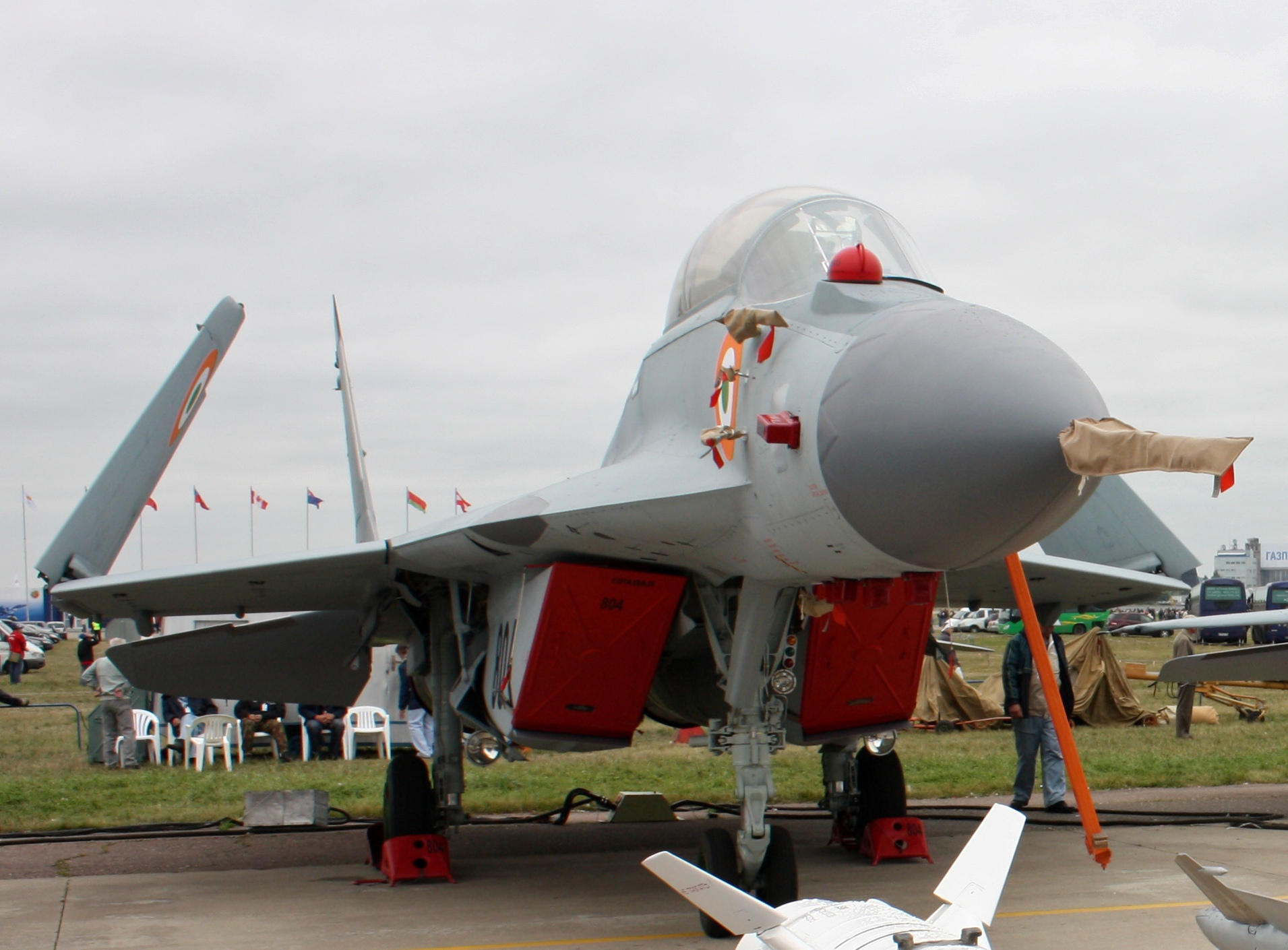
MiG-29K gấp cánh, khi ở trên tàu sân bay nó sẽ gấp cánh để tiết kiệm không gian, diện tích

### Động cơ

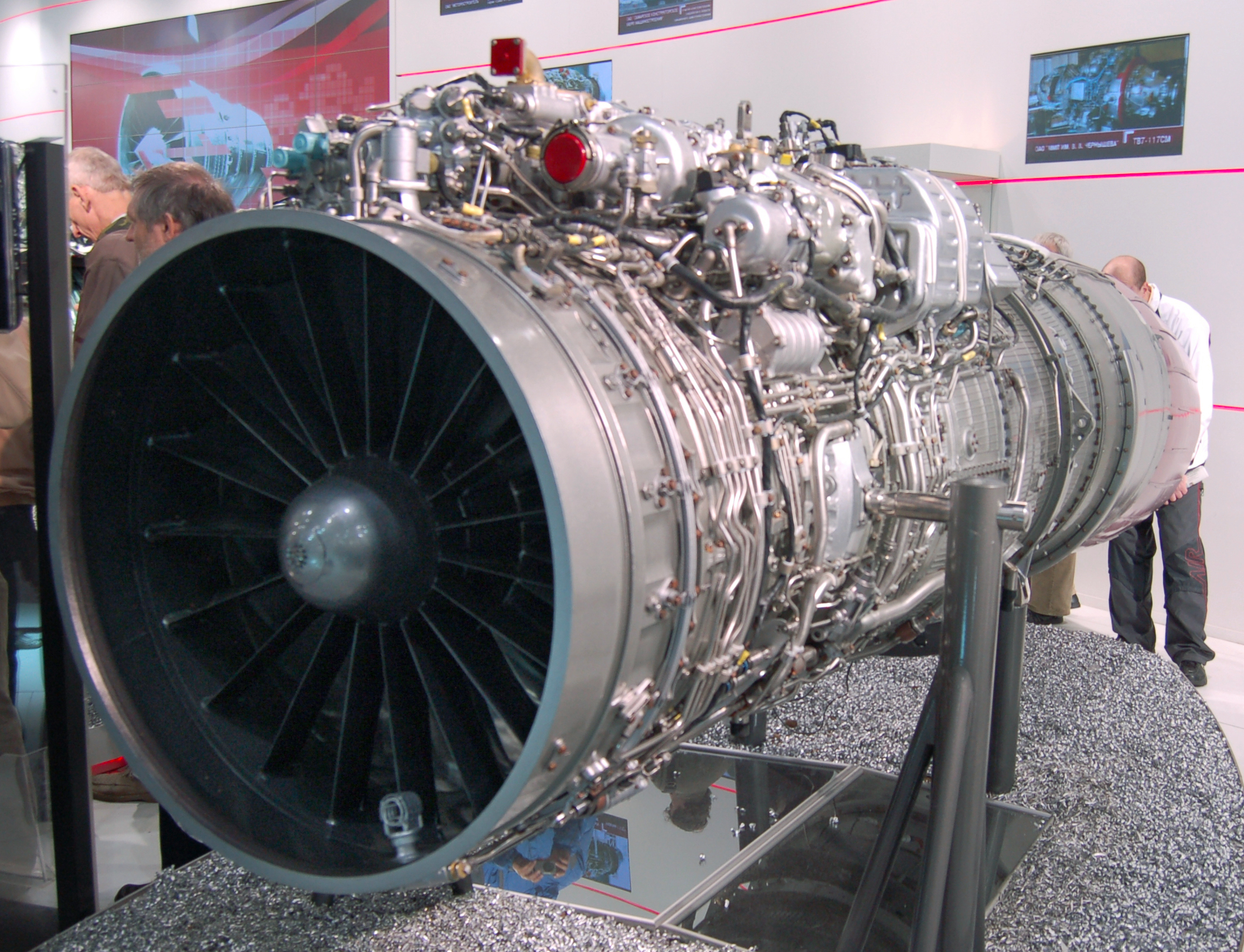
Động cơ Klimov RD-33MK tại MAKS 2009

### Vũ khí

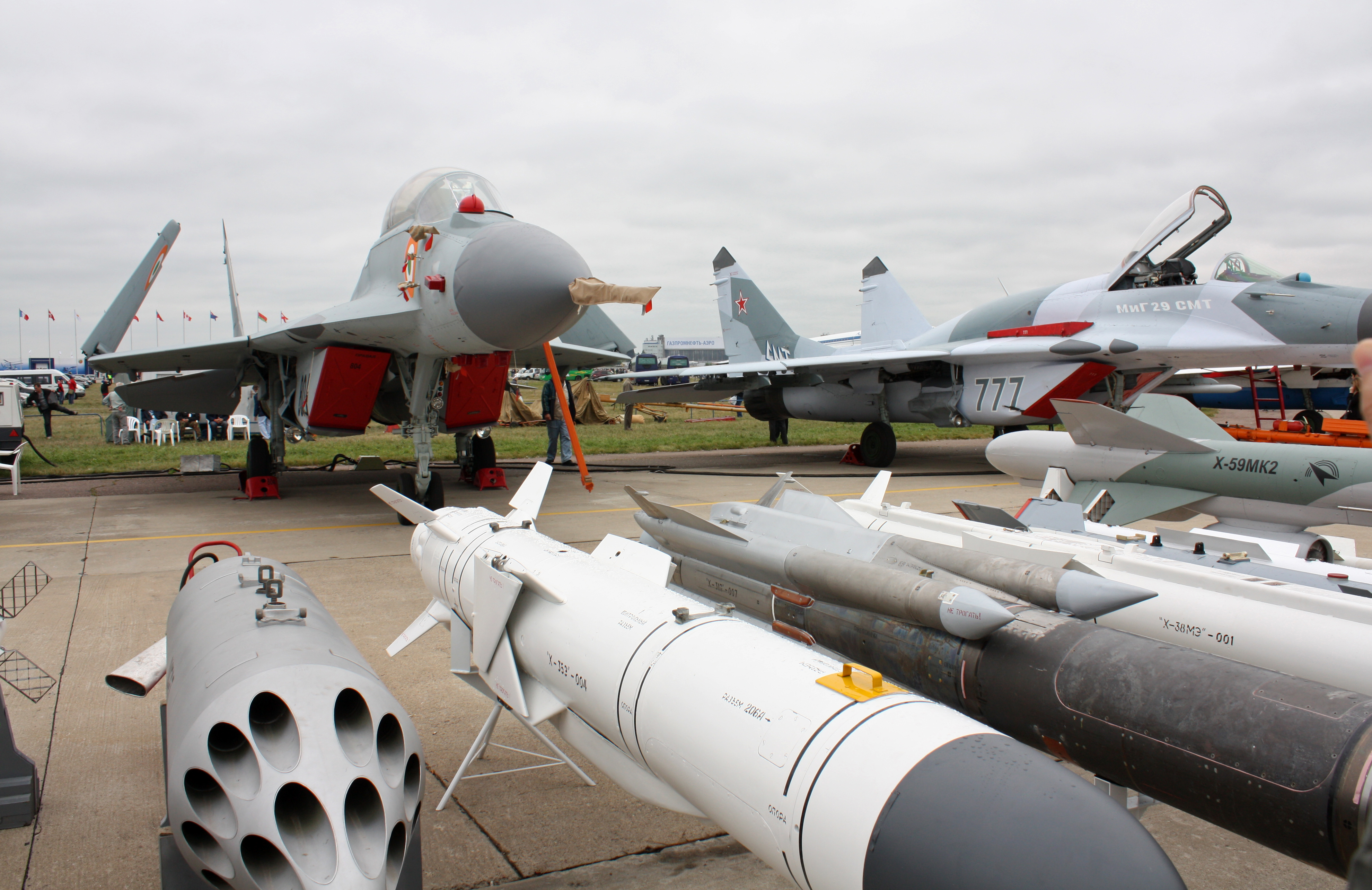
MiG-29K và vũ khí trang bị tại MAKS

### Nga

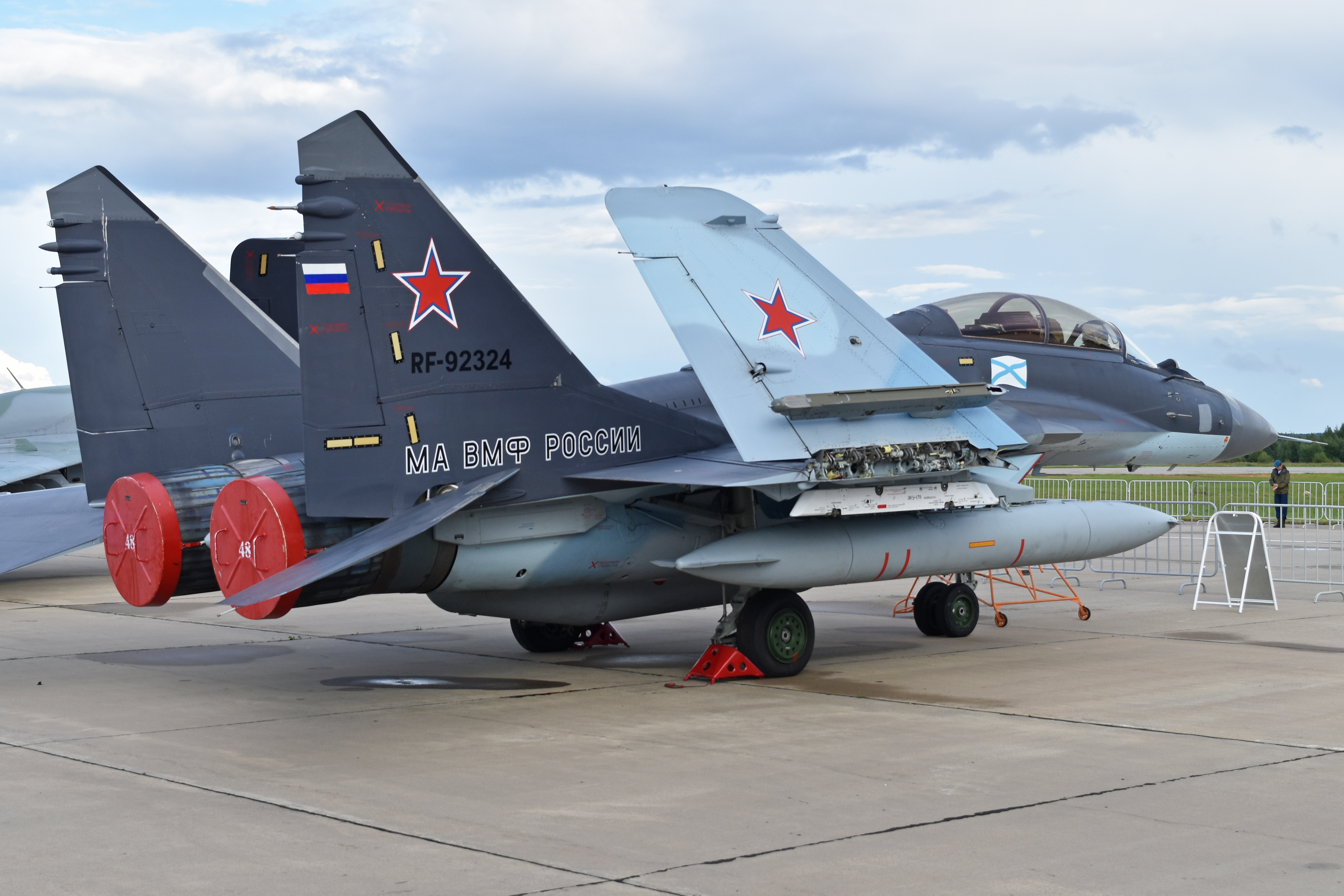
MiG-29KR của Hải quân Nga được trưng bày tại Căn cứ Không quân Kubinka

## Biến thể

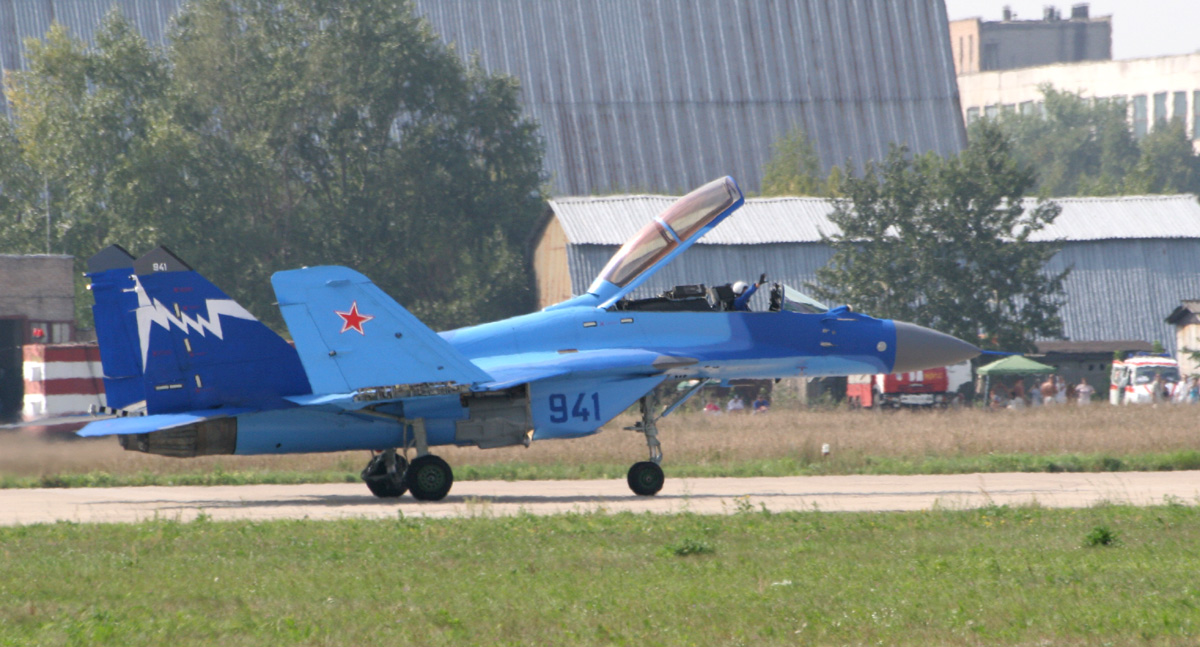
MiG-29K tại MAKS năm 2007

## Các nhà khai thác

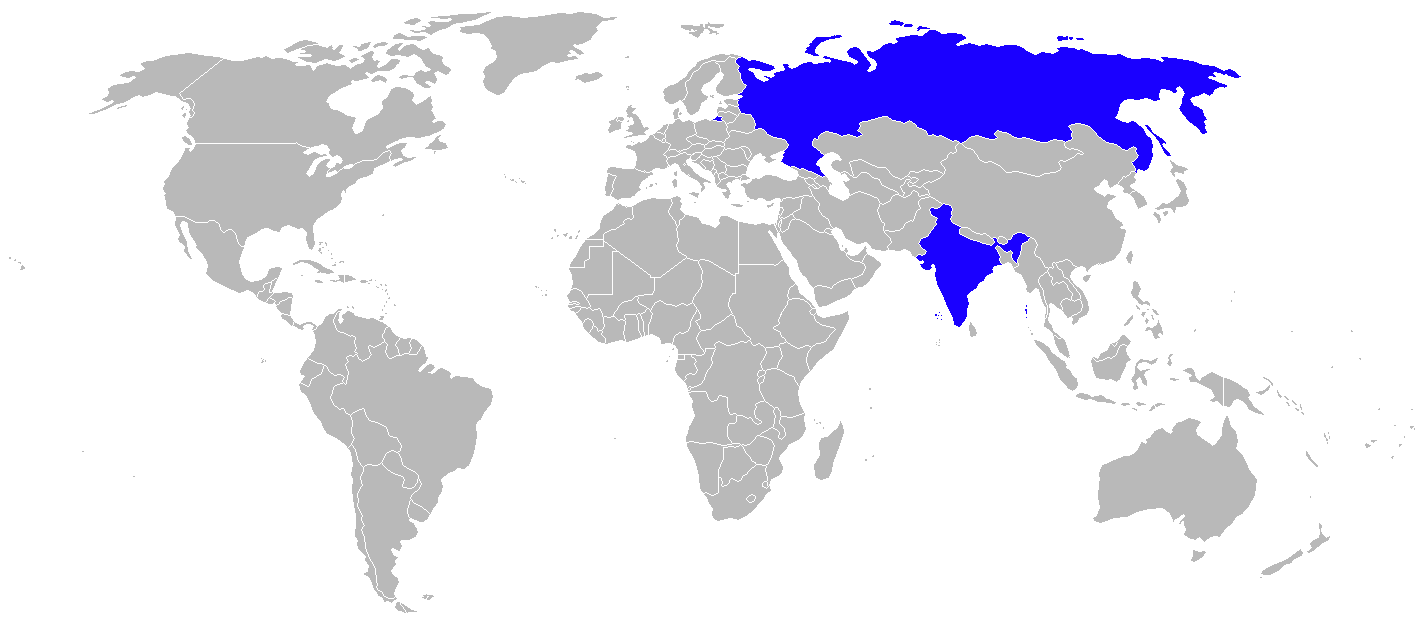
Quốc gia sử dụng Mikoyan MiG-29K tính đến năm 2010

## Các thông số kỹ thuật (MiG-29K – Izdeliye 9.41)

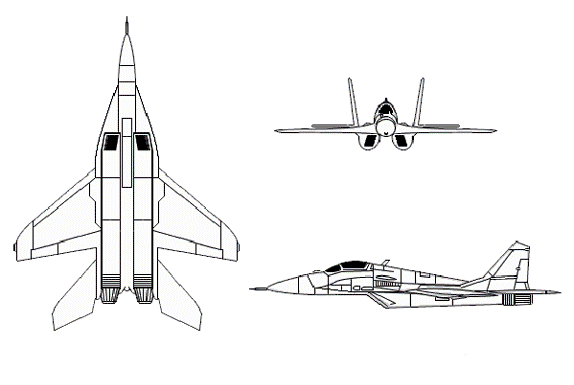
Bản vẽ chi tiết kỹ thuật 3 chiều của MiG-29K

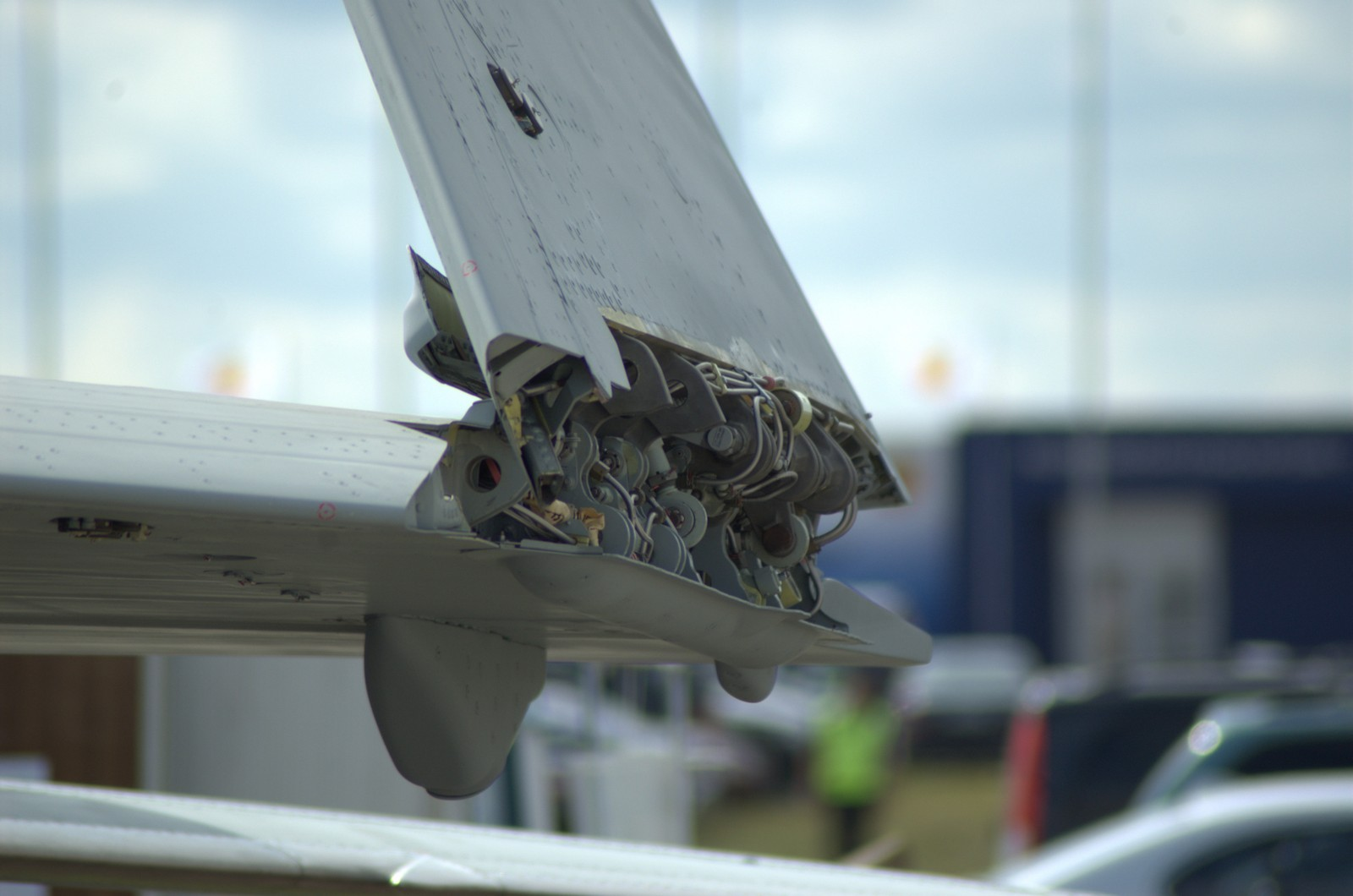
Cơ chế gấp cánh của MiG-29K

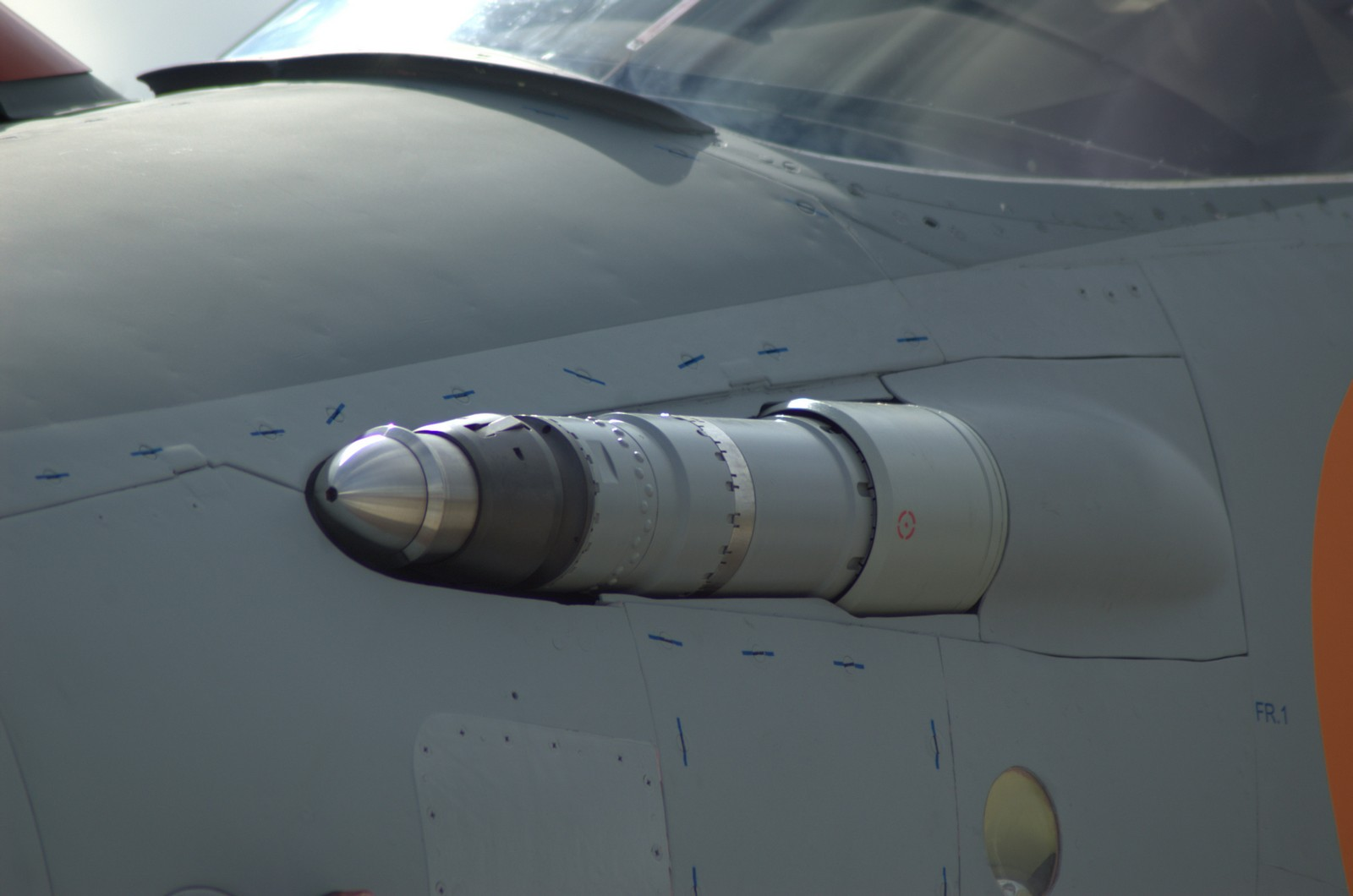
Ống tiếp nhiên liệu của MiG-29K

## Lịch sử phát triển